# Widna Góra (Basses-Carpates)
Pour les articles homonymes, voir Widna Góra.
Widna Góra est une localité polonaise de la gmina de Pawłosiów, située dans le powiat de Jarosław en voïvodie des Basses-Carpates.